# Sächsische II (Bauart Staatsbahn)
Als Gattung II bezeichneten die Königlich Sächsischen Staatseisenbahnen zweifach gekuppelte Schlepptenderlokomotiven für den gemischten Dienst.

## Geschichte
Die ersten Lokomotiven dieser Bauart wurden von Hartmann für die Sächsisch-Bayerische und die Niedererzgebirgische Staatsbahn in den Jahren 1854/55 gebaut. Weitere Lokomotiven erhielten
- die Sächsisch-Böhmische Staatsbahn
- die Sächsisch-Schlesische Staatsbahn
- die Zittau-Reichenberger Eisenbahn
- die Löbau-Zittauer Eisenbahn
- die Westliche Staatsbahn und
- die Östliche Staatsbahn.

Am 1. Januar 1859 waren die Sächsische Östliche Staatsbahn aus der Sächsisch-Böhmischen und der Sächsisch-Schlesischen Staatsbahn und die Westliche Staatsbahn u. a. aus der Sächsisch-Bayerischen und der Niedererzgebirgischen Staatsbahn entstanden. All diese Bahnen gehörten entweder dem Staat oder hatten mit der Betriebsführung eine Staatsbahn beauftragt, sodass die Lokomotivbeschaffung zentral erfolgen konnte. Bis 1868 wurden insgesamt 90 Lokomotiven beschafft, die alle von Hartmann in Chemnitz gebaut wurden und sich technisch nur relativ wenig unterschieden.
Alle Lokomotiven besaßen einen Kessel mit glatt durchlaufender Oberkante von Steh- und Langkessel. Die erste Lieferserie war nur mit einem Ventilaufsatz auf dem Kessel ausgestattet. Alle späteren besaßen einen Dampfdom, der entweder in Langkesselmitte oder auf dem ersten Kesselschuss dicht hinter dem Schornstein saß. Bis 1863 wurde die vordere Rohrwand in der Mitte des ersten Kesselschusses eingenietet, spätere Lokomotiven wurden wieder mit gewöhnlichen Rauchkammern geliefert. Wenn Lokomotiven vor allem mit böhmischer Braunkohle gefeuert werden sollten, ersetzte man den normalen Schornstein durch einen mit Funkenfängeraufsatz. Die Maschinen besaßen einen Innenrahmen, der sich im Laufe der Beschaffung durch Verstärkung der Untergurte von einem Gabelrahmen zu einem Blechrahmen entwickelte. Alle Achsen waren fest im Rahmen gelagert, die Federn der Treibachsen durch Ausgleichhebel verbunden. Die Fahrzeuge hatten Außenzylinder und zumeist eine innenliegende Stephenson-Steuerung, einige Lokomotiven besaßen auch eine Gonzenbach-Doppelschiebersteuerung. Die Bremsausrüstung war unterschiedlich. Es gab Lokomotiven ohne eigene Bremse, mit Dampfschlittenbremsen und mit Dampfklotzbremsen. Die Lokomotive 265 der Östlichen Staatsbahn hatte eine Gegendampfbremse. Führerhäuser besaßen die Lokomotiven bei Lieferung erst ab 1864, ältere Maschinen wurden Mitte der 1860er Jahre damit nachgerüstet. Die Sandkästen, die ursprünglich vor der Treibachse saßen, wurden später z. T. durch einen zentralen Sandkasten auf dem Kesselscheitel ersetzt.
Alle Lokomotiven trugen Namen. Ab 1858 erhielten sie auch Betriebsnummern. Dabei trugen die Lokomotiven im westlichen Netz Nummern unter 200, die im östlichen Netz über 200. (Anhand der Nummer ließen sich sogar noch die Sächsisch-Bayerischen Maschinen von den Niedererzgebirgischen unterscheiden.) Die privaten Lokomotiven erhielten eigenständige Betriebsnummern. Der Zusammenschluss zu den Königlich Sächsischen Staats-Eisenbahnen 1869 änderte an der Lokomotivbezeichnung erst einmal nichts. 1871 kamen auch die Lokomotiven der Löbau-Zittauer Eisenbahn zur Staatsbahn. Da mit Franz Novotny ab 1869 auch ein neuer Direktor für das Maschinenwesen der K. Sächs. Sts. E. B. zuständig war und sich die neugebauten 1B-Lokomotiven deutlich von den älteren unterschieden, erhielten ab 1871 die älteren Staatsbahnmaschinen das Gattungszeichen H III, für die neuen sah man die Gattung H IIIb vor. Ab 1885 änderte sich das Gattungszeichen in H II. Allerdings hatte man schon 1884 begonnen, erste Lokomotiven auszumustern. 1892 erhielten von den ehemals 85 Staatsbahnlokomotiven noch 75 die fortlaufenden Betriebsnummern 601 bis 675 und verloren dabei ihre Namensschilder. Ab 1896 lautete die Gattungsbezeichnung nur noch II. Ab 1900 erhöhte man die Betriebsnummern um 2000, allerdings betraf dies nur noch ungefähr die Hälfte der Lokomotiven. Die letzten wurden bis 1914 abgestellt.
Die Lokomotiven der Zittau-Reichenberger Eisenbahn trugen die Betriebsnummern 8 bis 12 und die bei der Staatsbahn gültige Gattungsbezeichnungen. (Ob diese Angaben jedoch auch angeschrieben waren, scheint nicht sicher, jedenfalls trugen sie bis zur Verstaatlichung ihre Namensschilder.) Da sie schon zwischen 1882 und ca. 1900 durch Lokomotiven der Gattung IIIb ersetzt worden sind, gelangten also 1905 keine mehr zur Staatsbahn.